# مرغ حق مانتانانی
مرغ حق مانتانانی (نام علمی: Otus mantananensis) نام یک گونه از سرده مرغ حق است.